# 希沙姆·梅斯巴
希沙姆·梅斯巴（Hesham Mesbah，1982年3月17日—）是一名埃及男子柔道运动员。他曾参加2004年、2008年和2012年三届奥运，其中在2008年北京奥运获得一枚铜牌，2012年伦敦奥运担任埃及代表团开幕式旗手。